# Bignasco
Bignasco è una frazione di 298 abitanti del comune svizzero di Cevio, nel Canton Ticino (distretto di Vallemaggia).

## Storia

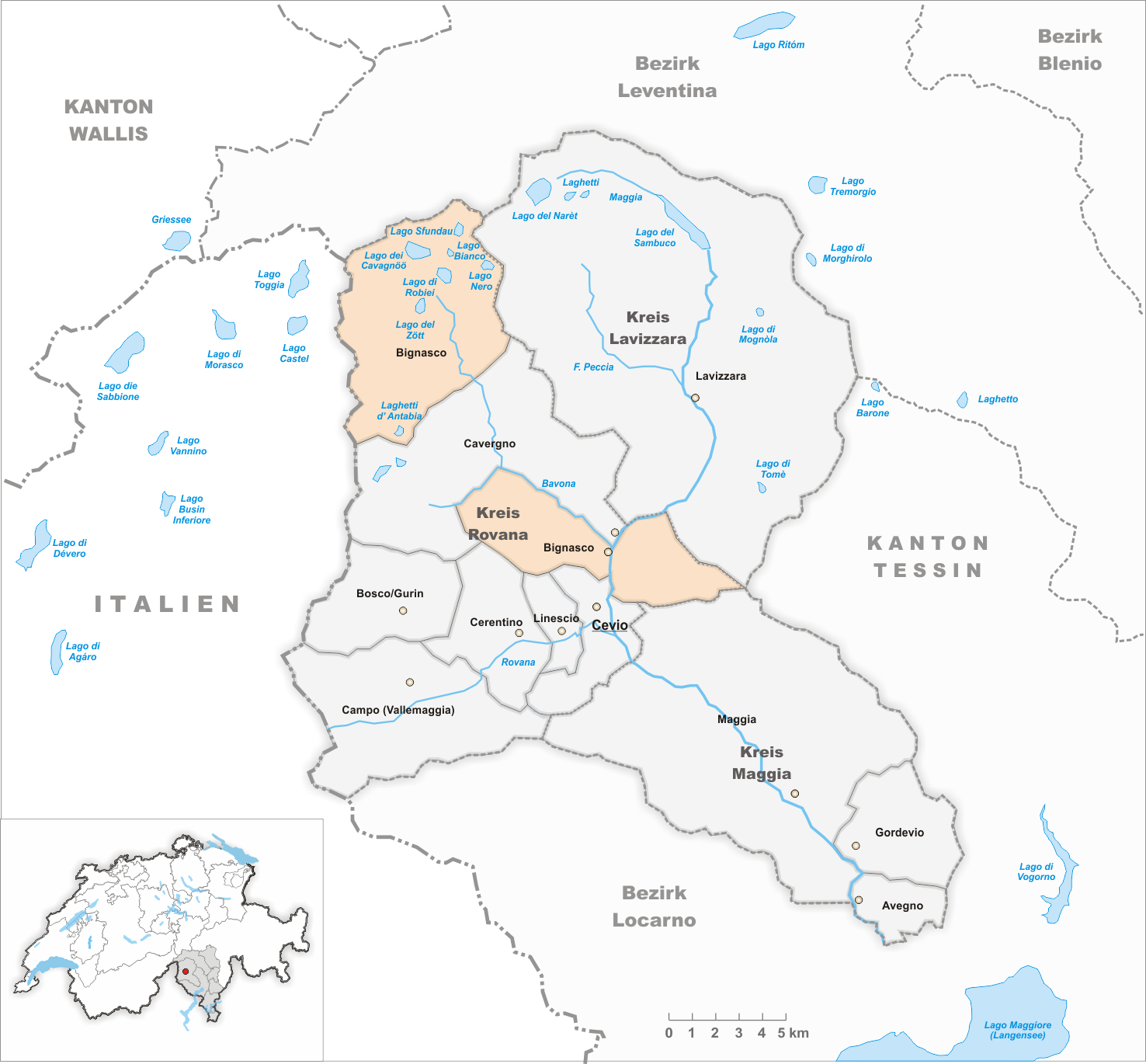
Il territorio del comune di Bignasco prima degli accorpamenti comunali del 2006

Già comune autonomo che si estendeva per 81,43 km² e del quale faceva parte anche la frazione di San Carlo, il 22 ottobre 2006 è stato accorpato al comune di Cevio assieme all'altro comune soppresso di Cavergno.

## Monumenti e luoghi d'interesse

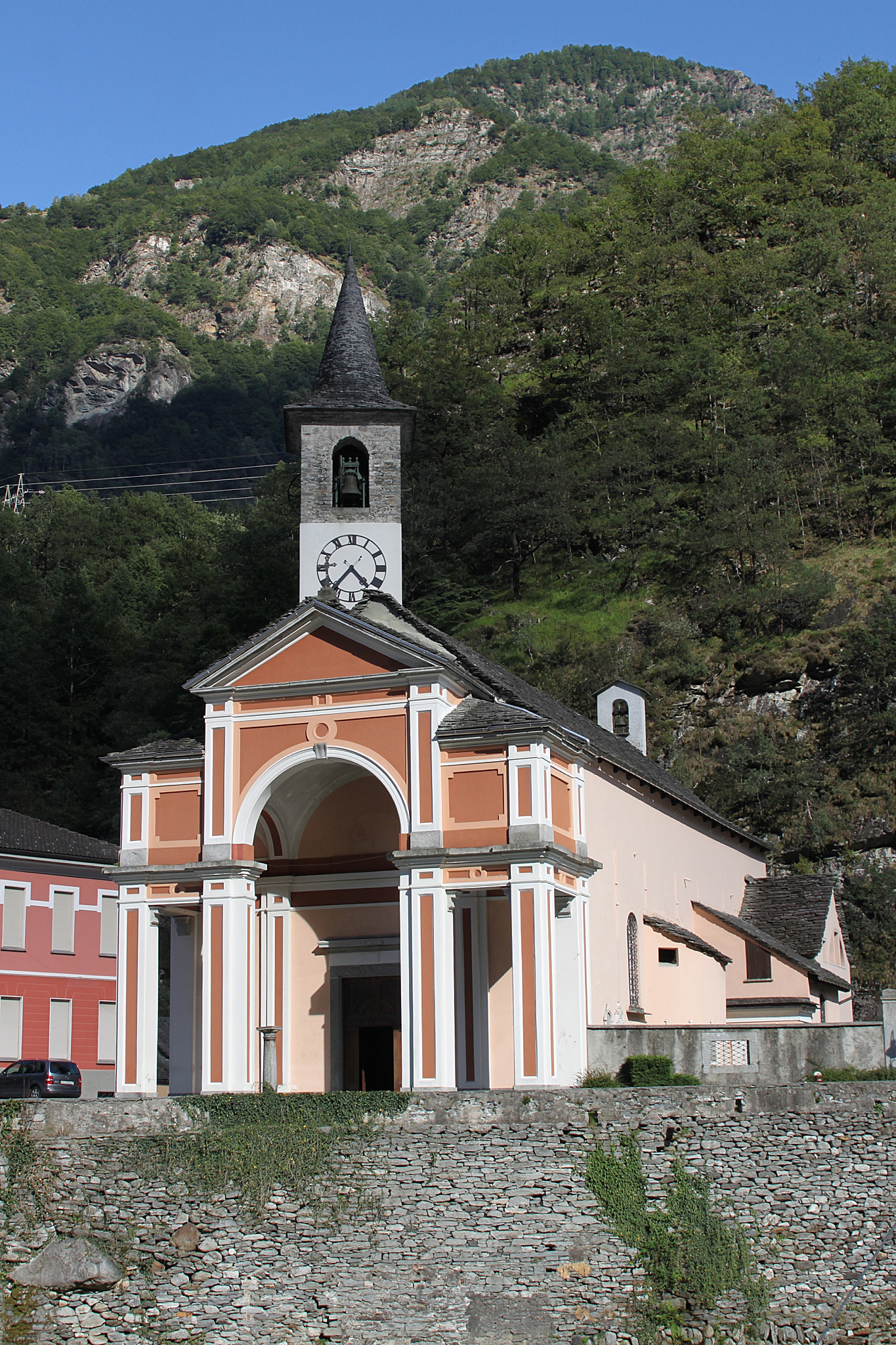
La chiesa parrocchiale di San Michele

- Chiesa parrocchiale di San Michele, attestata dal XV secolo[1];
- Oratorio di San Rocco, eretto nel 1597;[2]
- Oratorio e cappella Madonna di Monte, eretto nel 1512;[3]
- Ponte "Romano"[senza fonte], eretto nel XVII secolo[1] e dotato di profilo a dorso di mulo[2].

## Società

### Evoluzione demografica
L'evoluzione demografica è riportata nella seguente tabella:
Abitanti censiti

## Infrastrutture e trasporti
Dal 1907 al 1965 è stato congiunto con Locarno con la ferrovia Locarno-Ponte Brolla-Bignasco a trazione elettrica, della quale la stazione di Bignasco era il capolinea.
Oggi Bignasco è collegato alla rete di trasporto pubblico dalla linea 10 delle FART, Locarno-Cavergno. Da Bignasco percorrono due linee autopostale. Uno alla Val Bavona (Bignasco-Foroglio-San Carlo) e uno alla Val Lavizzara (Bignasco-Fusio).

## Amministrazione
Ogni famiglia originaria del luogo fa parte del cosiddetto comune patriziale e ha la responsabilità della manutenzione di ogni bene ricadente all'interno dei confini della frazione. L'ufficio patriziale è presieduto da Diego Togni.